# Zentralfriedhof
Lo Zentralfriedhof, ovvero il cimitero centrale, di Vienna fu 
inaugurato nel 1874 ed è il più grande cimitero della capitale austriaca, situato nella zona sud della capitale, nel quartiere Simmering sulla Simmeringer Hauptstraße 230-244 al 1110.

## Storia

### I primi tempi

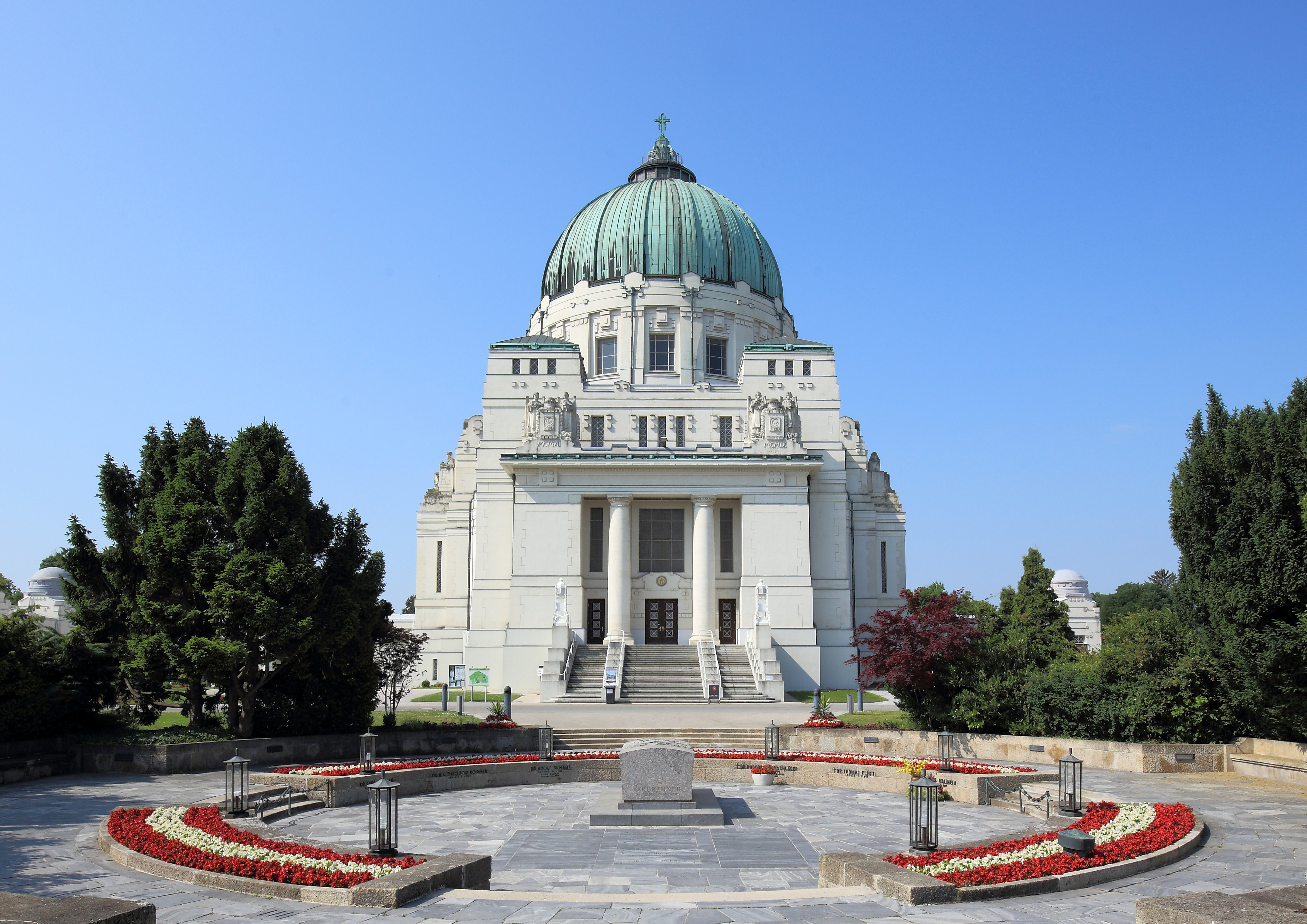
La chiesa di San Carlo con la nuova cupola e la moderna Tomba Presidenziale (1951)

Nel 1863, il Consiglio Comunale di Vienna decise la costruzione di un grande cimitero monumentale poco fuori dalle porte della città che fosse in grado di accogliere un numero enorme di salme. Fu scelto il quartiere Simmering, nella periferia sud-est della città, per due motivi fondamentali: innanzitutto poiché l'espansione urbana non vi era ancora arrivata e quindi si trattava di una zona con poche costruzioni; l'altro motivo è perché, dalle ricerche geologiche, risultò che quel terreno era il migliore in confronto agli altri già ispezionati e che assicuravano una decomposizione abbastanza veloce dei corpi. Il nuovo cimitero centrale di Vienna fu inaugurato ufficialmente il 1º novembre 1874, ma senza la partecipazione dell'arcivescovo di Vienna Joseph Othmar von Rauscher che temeva dei disordini pubblici.
In effetti, già dagli ultimi mesi della costruzione, il cimitero era risultato molto impopolare ed aveva subito forti critiche, anche dopo il collegamento ferroviario diretto fra il centro della città ed il quartiere Simmering. Il 22 giugno 1888 i resti di Ludwig van Beethoven e di Franz Schubert furono traslati nel "quartiere dei musicisti" (così è denominata la parte del cimitero che raccoglie le tombe, disposte a cerchio, dei musicisti) insieme a Johannes Brahms, gli Strauß e il monumento a Mozart, la cui tomba è peraltro andata dispersa e del quale esiste un secondo monumento funebre nel Cimitero di St. Marx, dove il compositore salisburghese era stato sepolto dopo la morte. Solo nel 1910, quando, con la costruzione della chiesa di San Carlo Borromeo al suo interno, il cimitero divenne un'importante attrazione per i turisti ed i visitatori. Da allora iniziò ad esservi un incremento delle persone sepolte all'interno del camposanto ed il cimitero iniziò, dopo circa quarant'anni dalla costruzione, a divenire familiare alla cittadinanza viennese.

### Il cimitero durante il Terzo Reich

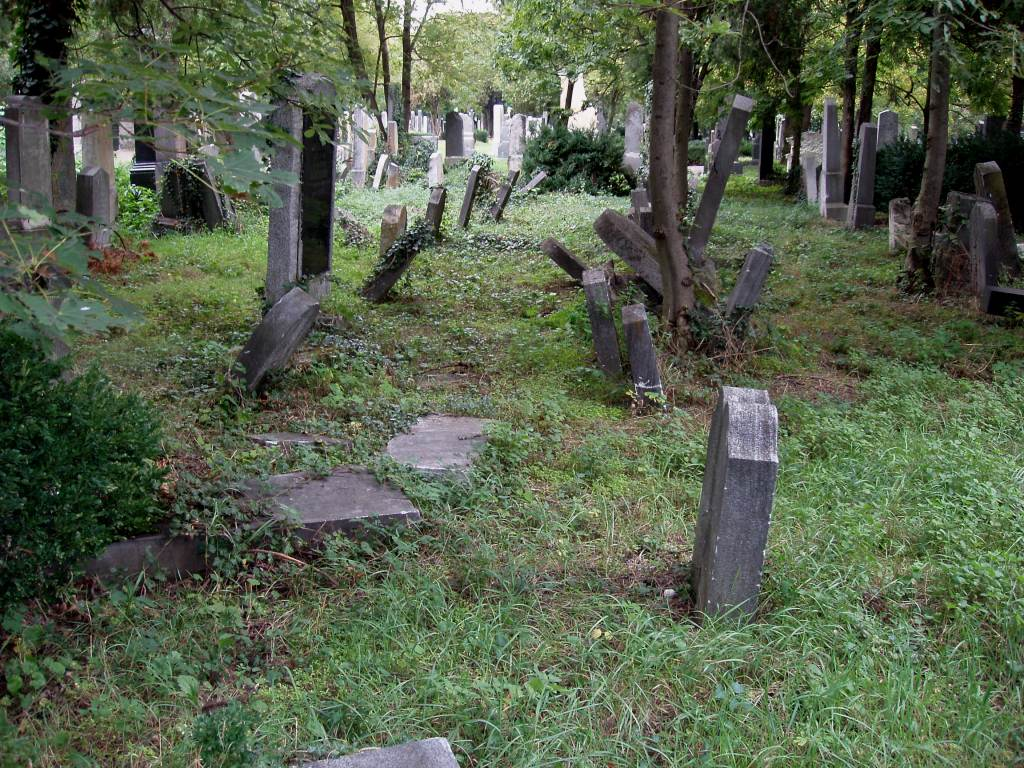
Il vecchio cimitero ebraico.

Durante il dominio nazista in Austria, i due camposanti ebraici del Cimitero Centrale di Vienna furono devastati e quasi totalmente distrutti (solo circa 60 000 tombe rimasero intatte). Il cimitero subì altri gravi danni soprattutto durante la seconda mondiale: infatti, nel 1945, fu scena della tragica e sanguinosa battaglia di Vienna, durante la quale fu distrutta gran parte degli edifici e la cupola della chiesa di San Carlo Borromeo bruciò. Sempre nello stesso anno, il cimitero fu chiuso temporaneamente al pubblico perché vi furono giustiziati e poi sepolti in fosse comuni i disertori politici.

### La ricostruzione ed il cimitero oggi
Fra il 1950 ed il 1990, il Cimitero Centrale di Vienna è stato luogo di un attento restauro - soprattutto i due cimiteri ebraici - che lo hanno riportato all'antico splendore e gli hanno dato la possibilità di essere di nuovo riutilizzato come cimitero già dagli anni cinquanta.
Attualmente il cimitero occupa 2,5 km², il che gli permette di essere il secondo cimitero d'Europa per grandezza dopo quello di Amburgo, ed accoglie ben 330 000 salme, e non solo è un luogo di culto per le varie religioni e confessioni cristiane che qui hanno i loro cimiteri, ma anche un'attrattiva turistica per i suoi monumenti e la chiesa di San Carlo. Per l'immensa vastità del camposanto, il Comune di Vienna ha creato un servizio navetta all'interno del cimitero: infatti, ogni mezz'ora, durante i suoi orari di apertura, un autobus percorre tutta l'area facendo alcune fermate, come se fosse un autobus di linea vero e proprio. Inoltre, eccetto che i giorni 1 e 2 novembre, si può entrare nel cimitero con l'automobile, però rispettando sempre il limite massimo, ovvero senza superare i 20 km/h.

### Le varie sezioni del cimitero

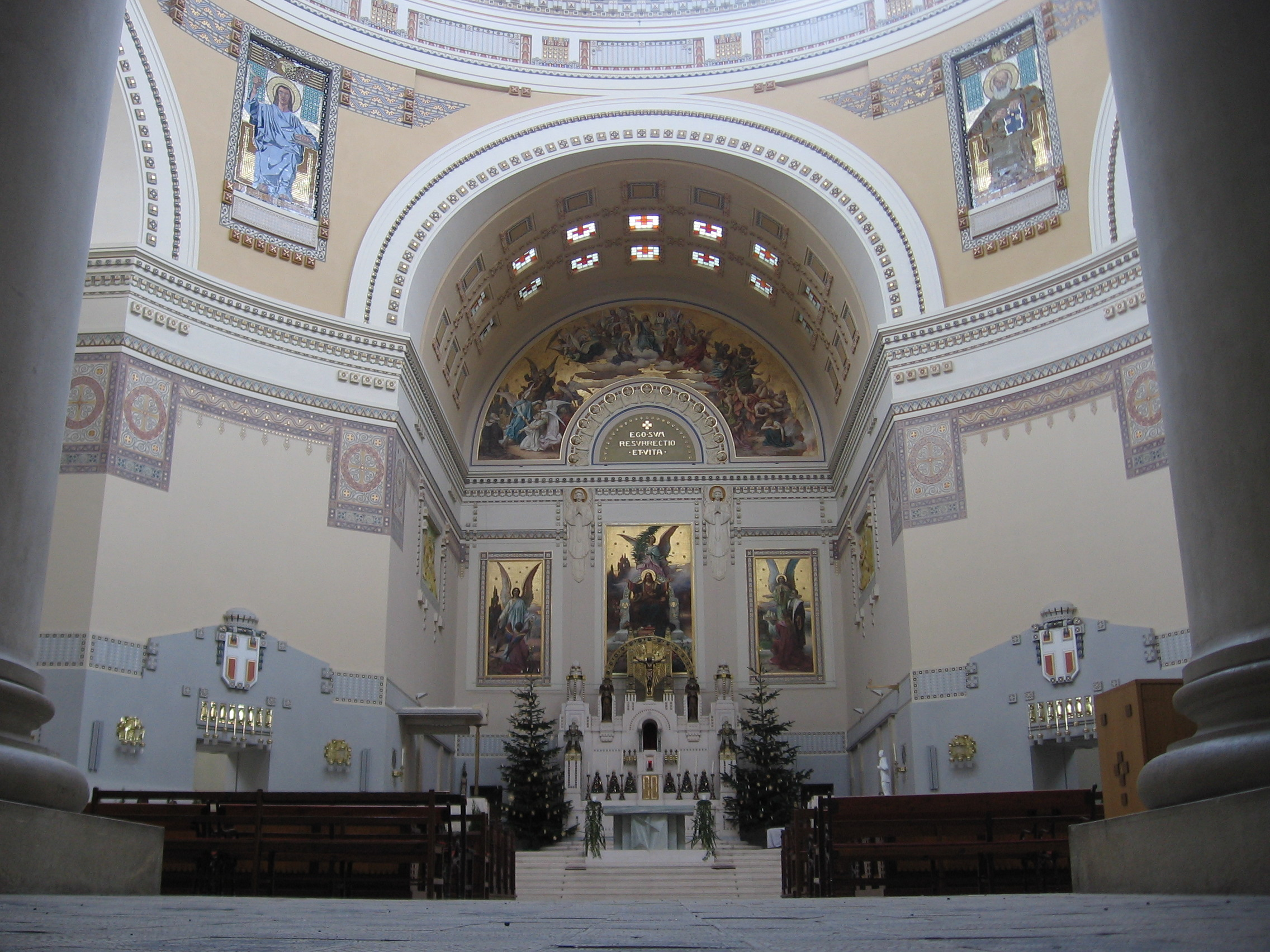
L'interno della chiesa di San Carlo

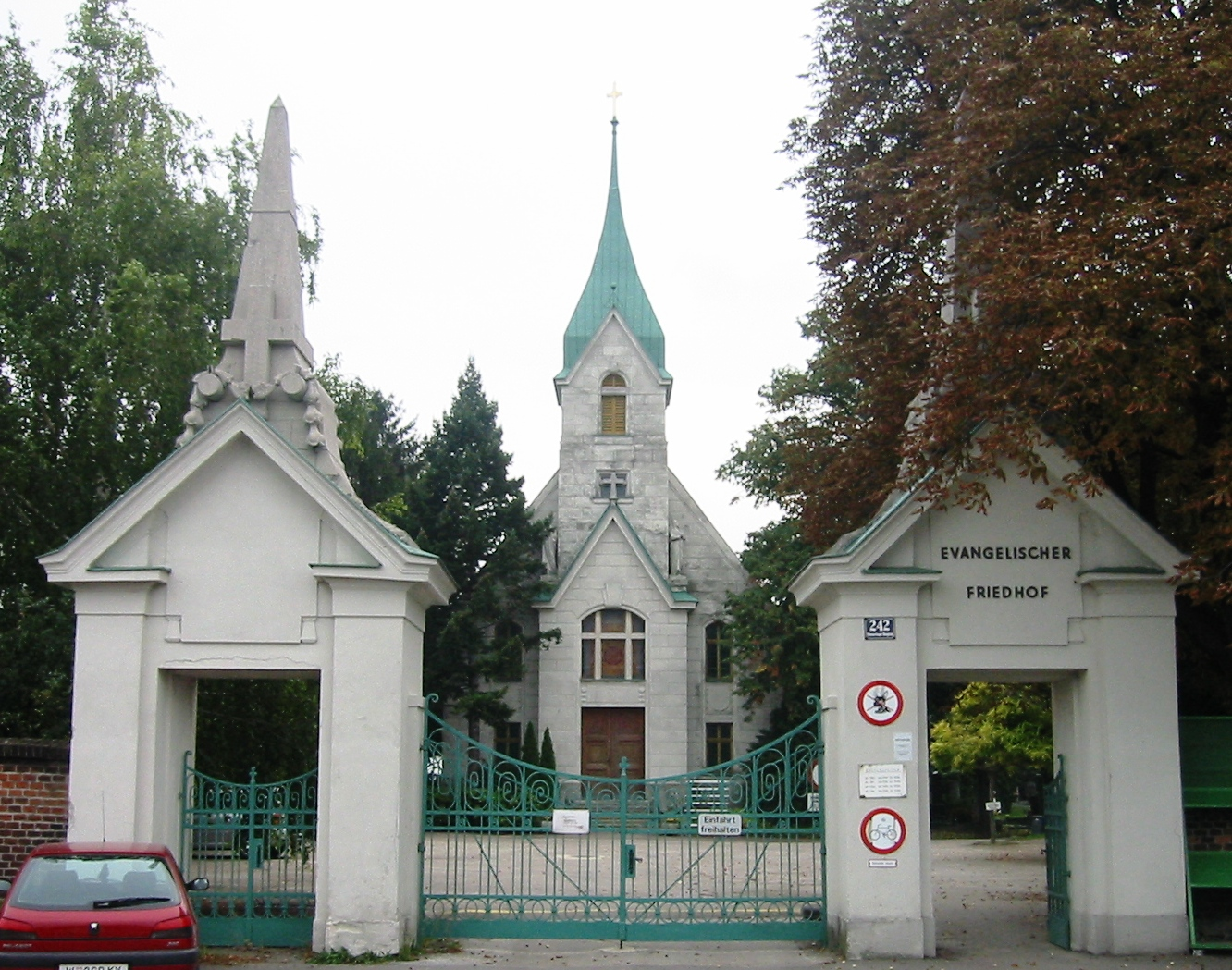
L'ingresso della sezione protestante

Il Cimitero Centrale di Vienna è suddiviso in varie sezioni, ognuna per una diversa religione e confessione cristiana. Infatti, in aggiunta alla sezione cattolica, vi è anche un cimitero protestante, una piccola zona per le sepolture ortodosse, un'altra per le sepolture islamiche, e due cimiteri ebraici. Anche se il più antico dei due, istituito nel 1863, fu distrutto dai nazisti durante la Kristallnacht, circa 60 000 tombe sono ancora intatte. Il secondo cimitero ebraico è stato costruito nel 1917 ed è ancora in uso oggi. Inoltre vi si trova anche una sezione buddista con un piccolo tempio circolare in stile moderno.

## Sepolture celebri

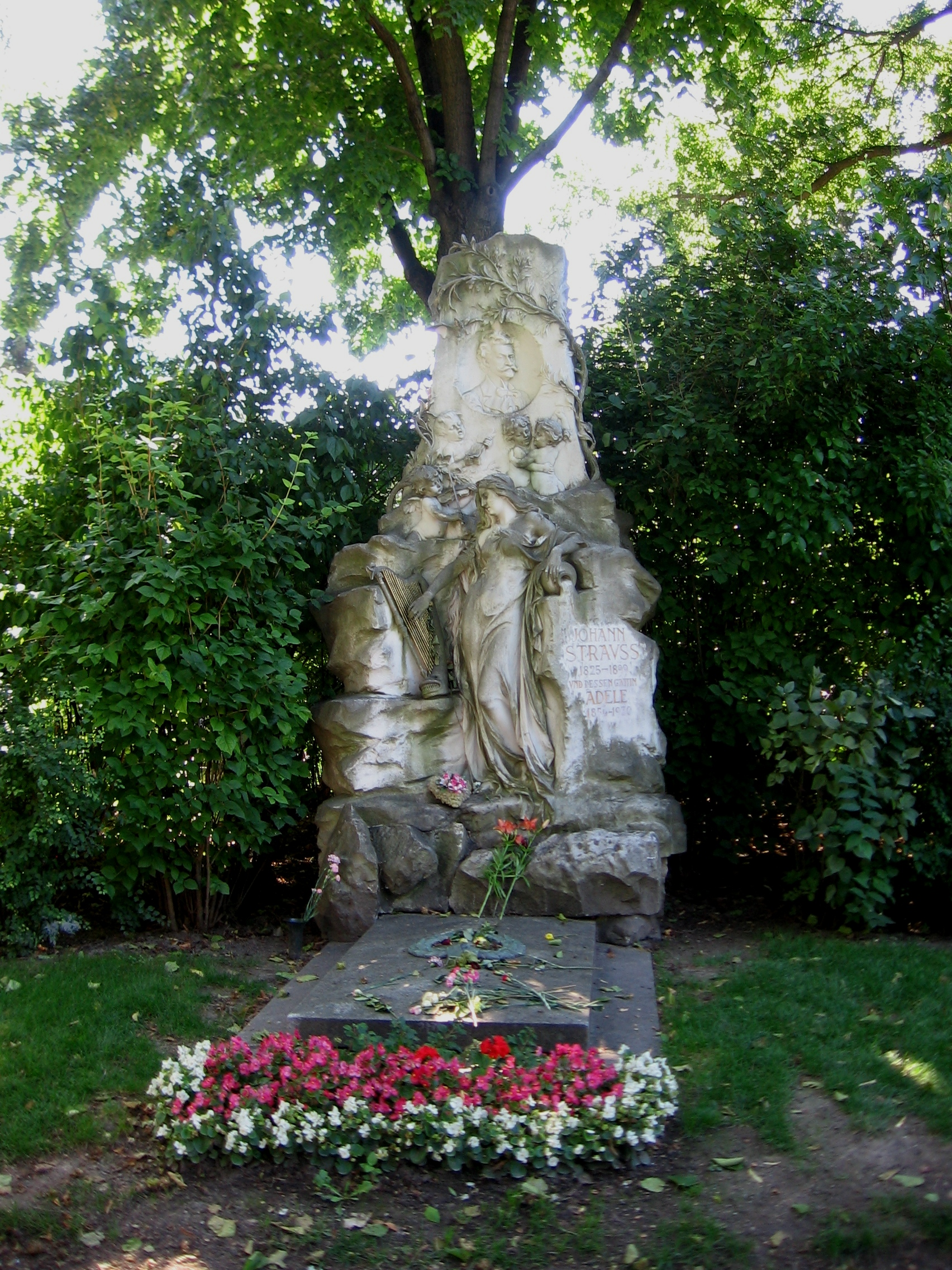
La tomba di Johann Strauß jr

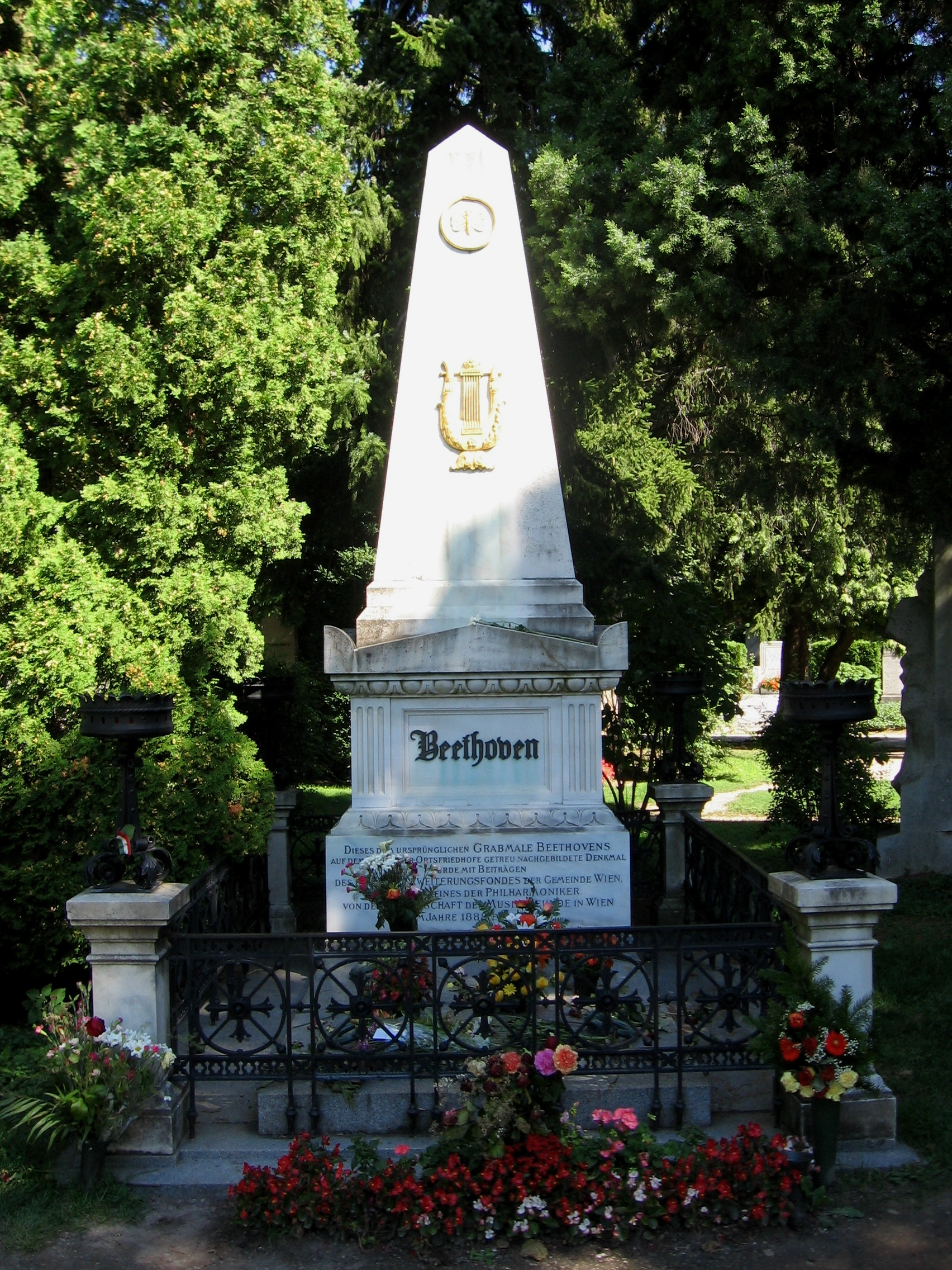
La tomba di Ludwig van Beethoven

- Franz Antel (1913-2007), regista, sceneggiatore e produttore cinematografico
- Leon Askin (1907-2005), attore
- Ludwig van Beethoven (1770-1827) compositore
- Ludwig Boltzmann (1844-1906), matematico/fisico
- Johannes Brahms (1833-1897), compositore
- Falco (1957-1998), cantante
- Anton Dominik von Fernkorn (1813-1878), scultore
- Alexander Girardi (1850-1918), tenore
- Christoph Willibald Gluck (1714-1787), compositore
- Béla Guttmann (1899-1981), allenatore di calcio e calciatore ungherese naturalizzato austriaco
- Theophil Hansen (1813-1891), architetto
- Johann Ritter von Herbeck (1831-1877), compositore
- Mercédès Jellinek (1889-1929), soprano
- Curd Jürgens (1912-1982), attore
- Emmerich Kálmán (1882-1953), compositore
- Karl Kraus (1874-1936), scrittore
- Bruno Kreisky (1911-1990), politico
- Joseph Lanner (1801-1843), compositore
- Luigi Lucheni (1873-1910), anarchico
- Karl Lueger (1844-1910) politico
- Hans Moser (1880-1964), attore
- Wolfgang Amadeus Mozart (1756-1791), compositore (più precisamente: un cenotafio)
- Hermann Nitsch (1938-2022), performance artist austriaco
- Ida Pfeiffer (1797-1858), viaggiatrice e scrittrice
- Angelika "Geli" Raubal (1908-1931), nipote di Adolf Hitler
- Antonio Salieri (1750-1825), compositore
- Maria Schell (1926-2005), attrice
- Maximilian Schell (1930-2014), attore
- Arnold Schönberg (1874-1951), compositore
- Franz Schubert (1797-1828), compositore
- Margarete Schütte-Lihotzky (1897-2000), architetto
- Alma Seidler (1899-1977), attrice
- Matthias Sindelar (1903–1939), calciatore
- Robert Stolz (1880-1975), compositore
- Eduard Strauss (1835-1916), compositore
- Johann Baptist Strauss (1804-1849), compositore
- Johann Strauss II (1825-1899), compositore
- Josef Strauss (1827-1870), compositore
- Oskar Strnad (1879-1935), architetto, scenografo e scultore austriaco
- Franz von Suppé (1819-1895), compositore
- Eberhard Waechter (1929-1992), baritono
- Franz Werfel (1890-1945), poeta
- Anton Wildgans (1881-1932), poeta
- Fritz Wotruba (1907-1975), scultore
- Alexander Zemlinsky (1871-1942), compositore
- Karl Michael Ziehrer (1843-1922), compositore

## Galleria d'immagini

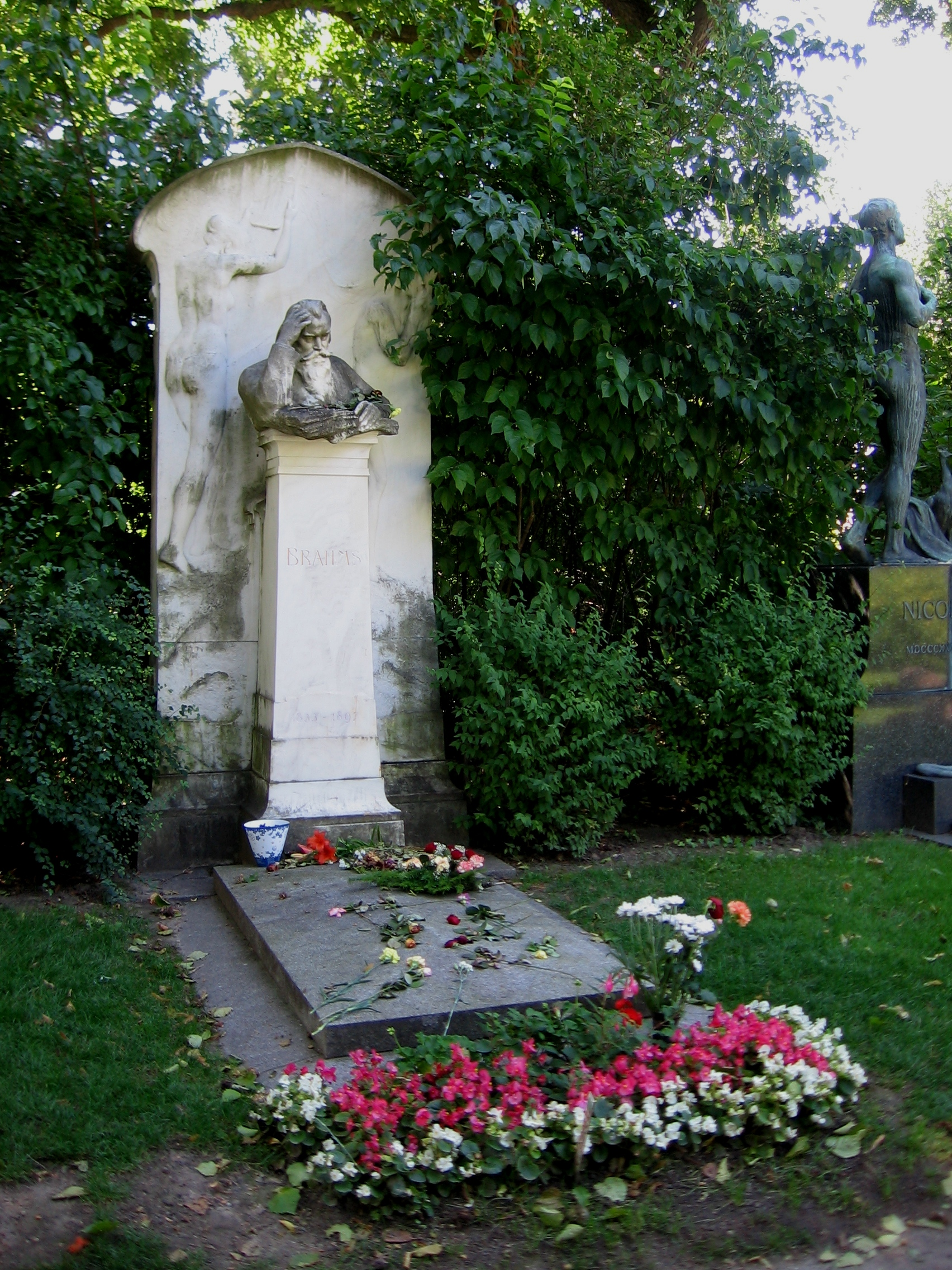
Tomba di Johannes Brahms
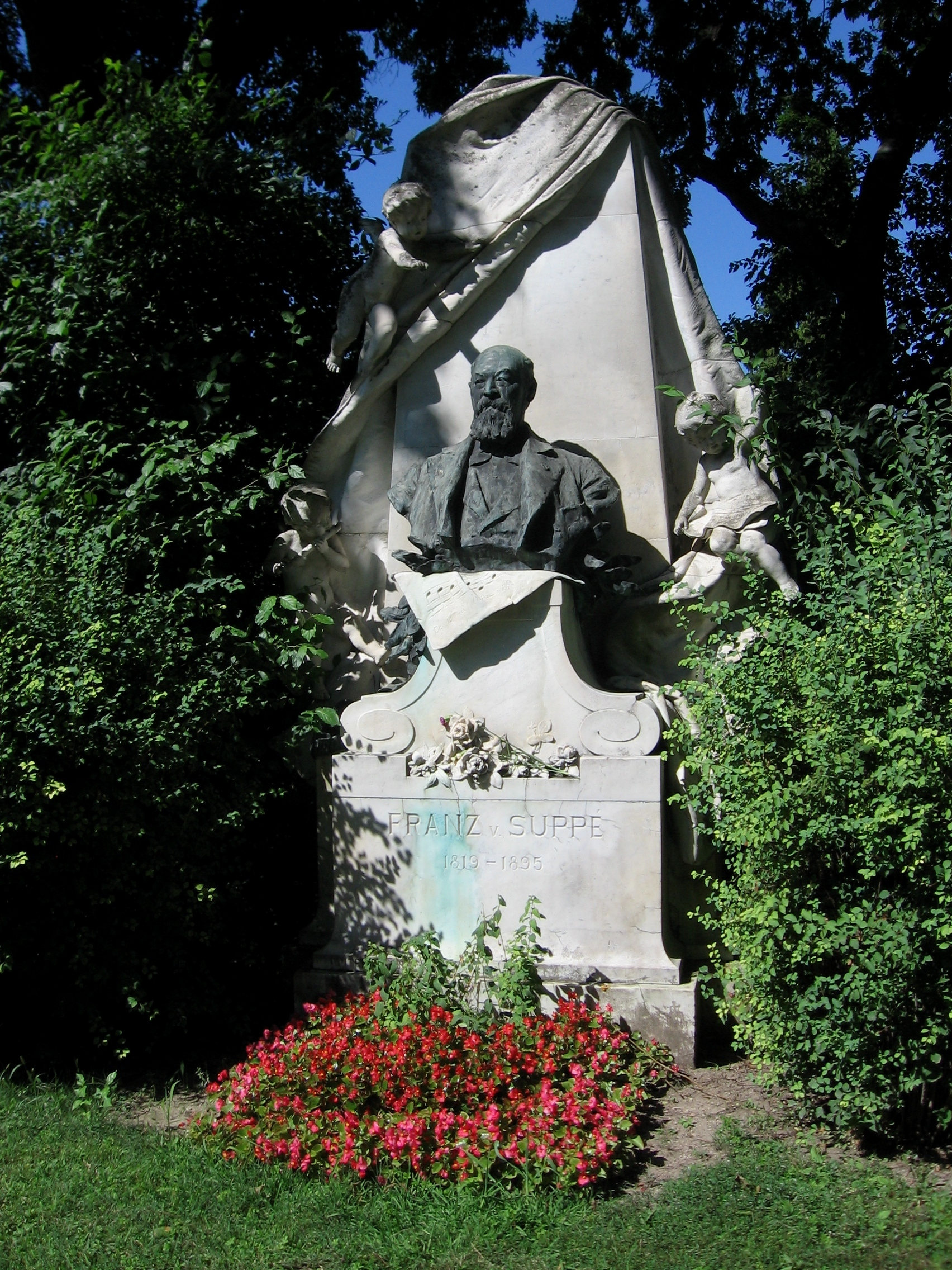
Tomba di Franz Von Suppè
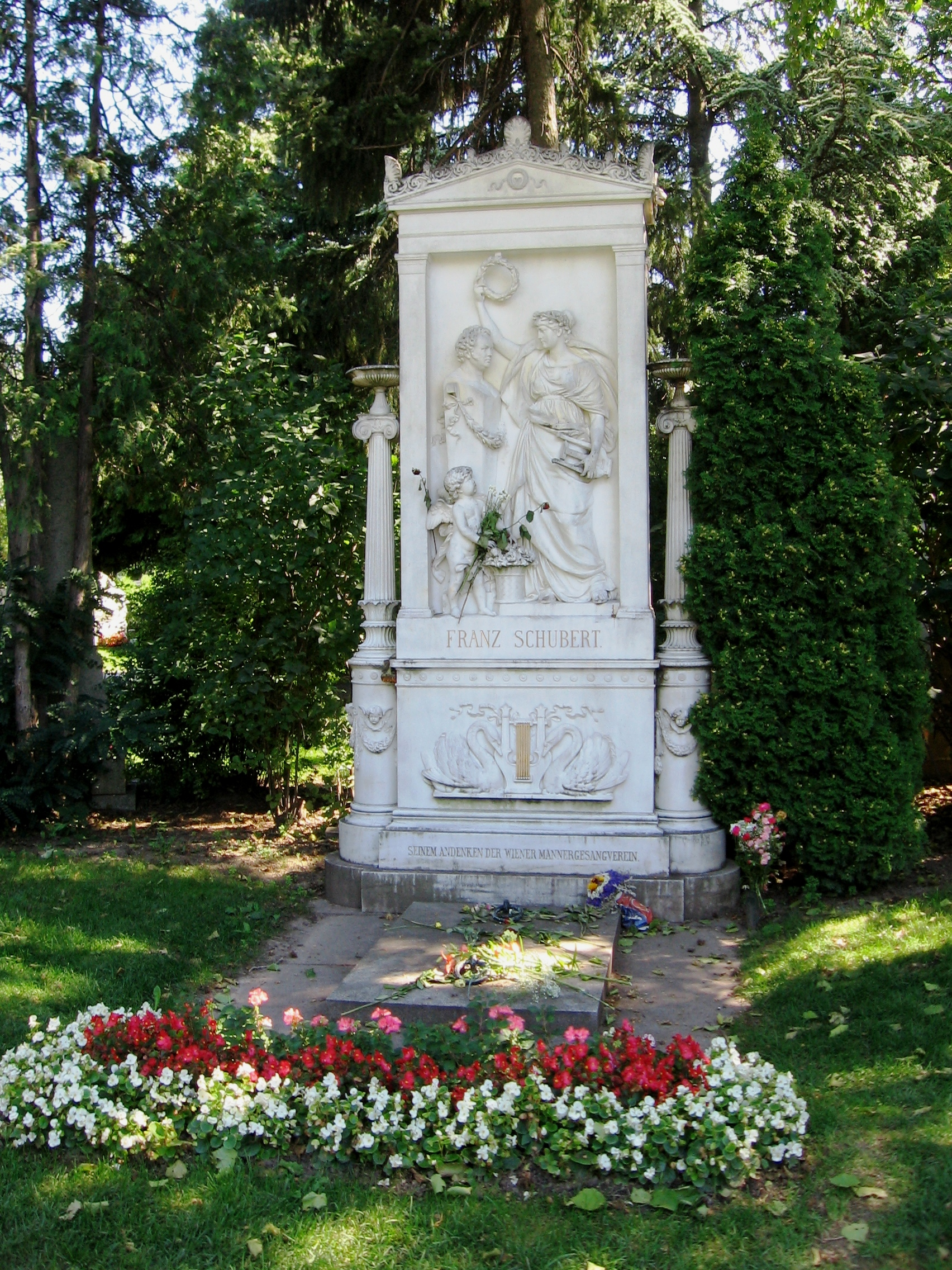
Tomba di Franz Schubert
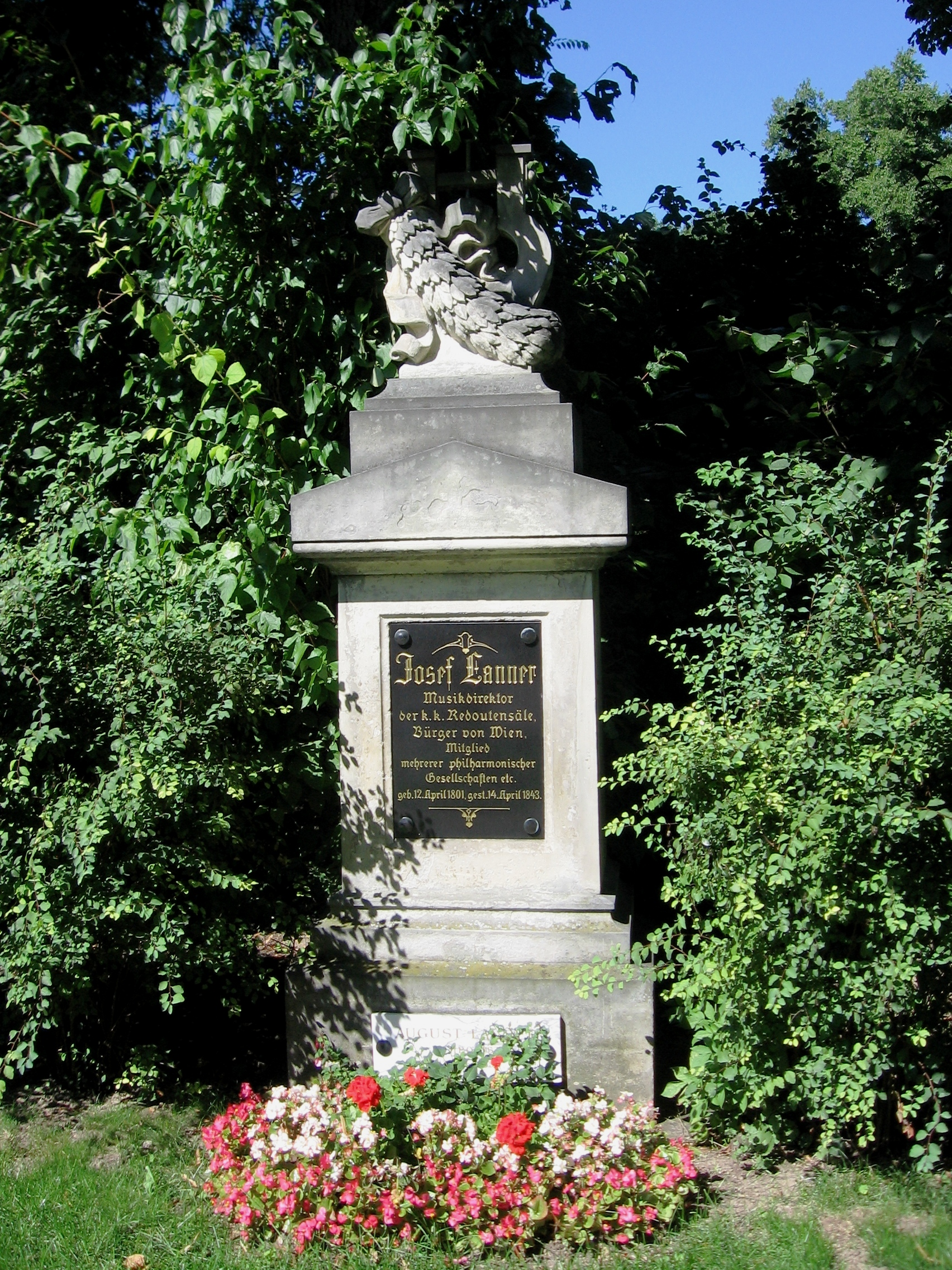
Tomba di Joseph Lanner
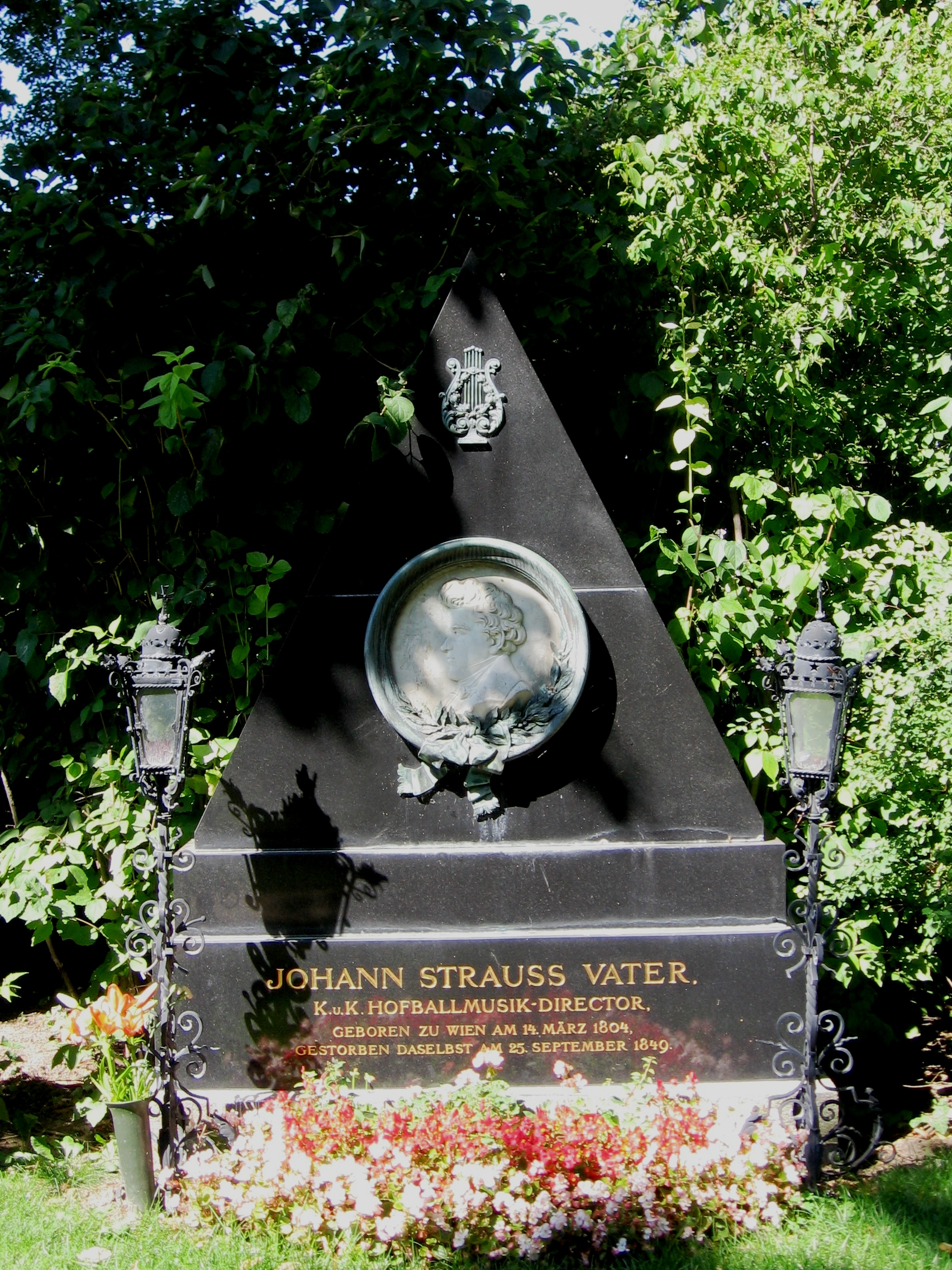
Tomba di Johann Strauß padre
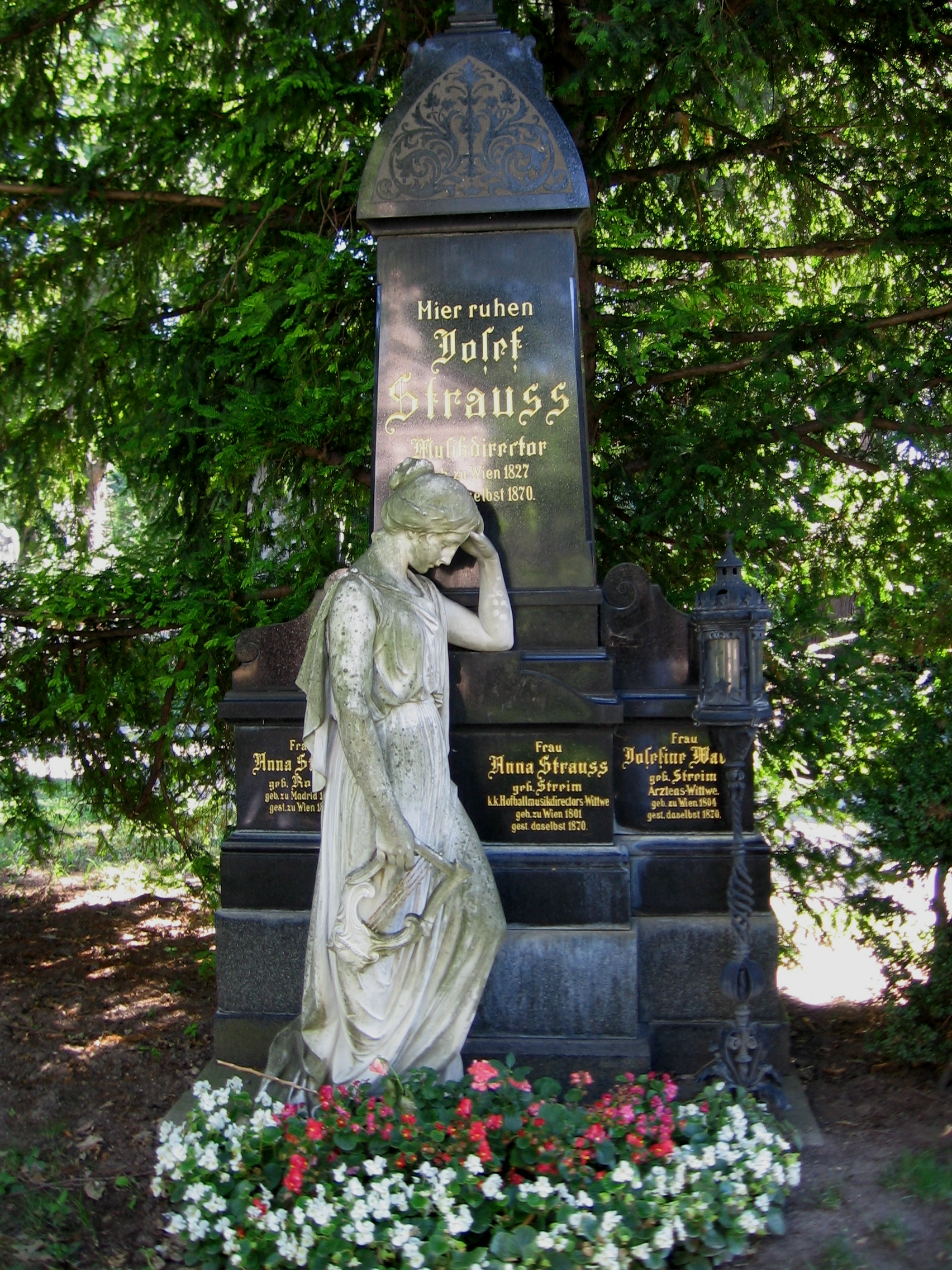
Tomba di Josef Strauß
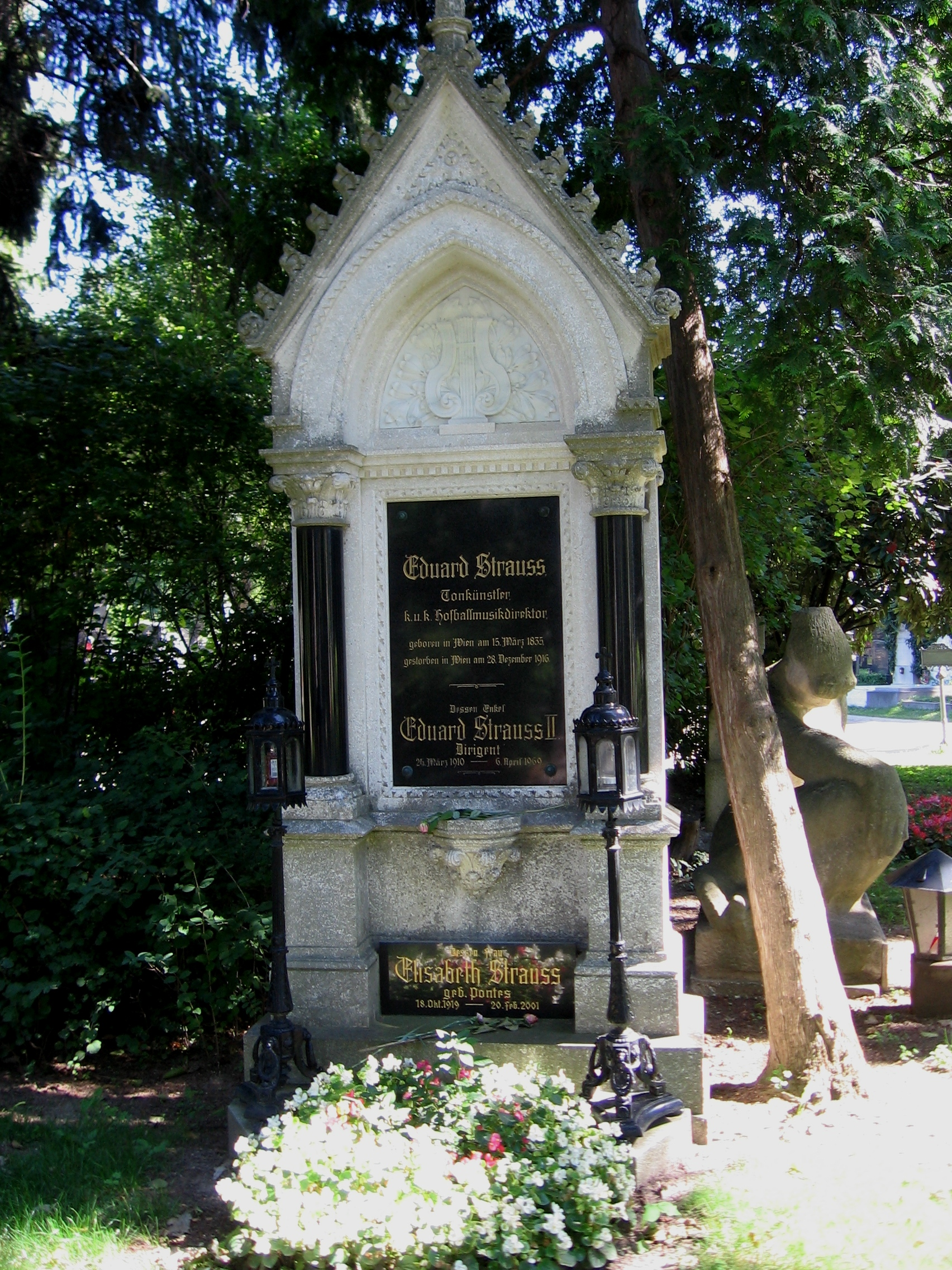
Tomba di Eduard Strauß
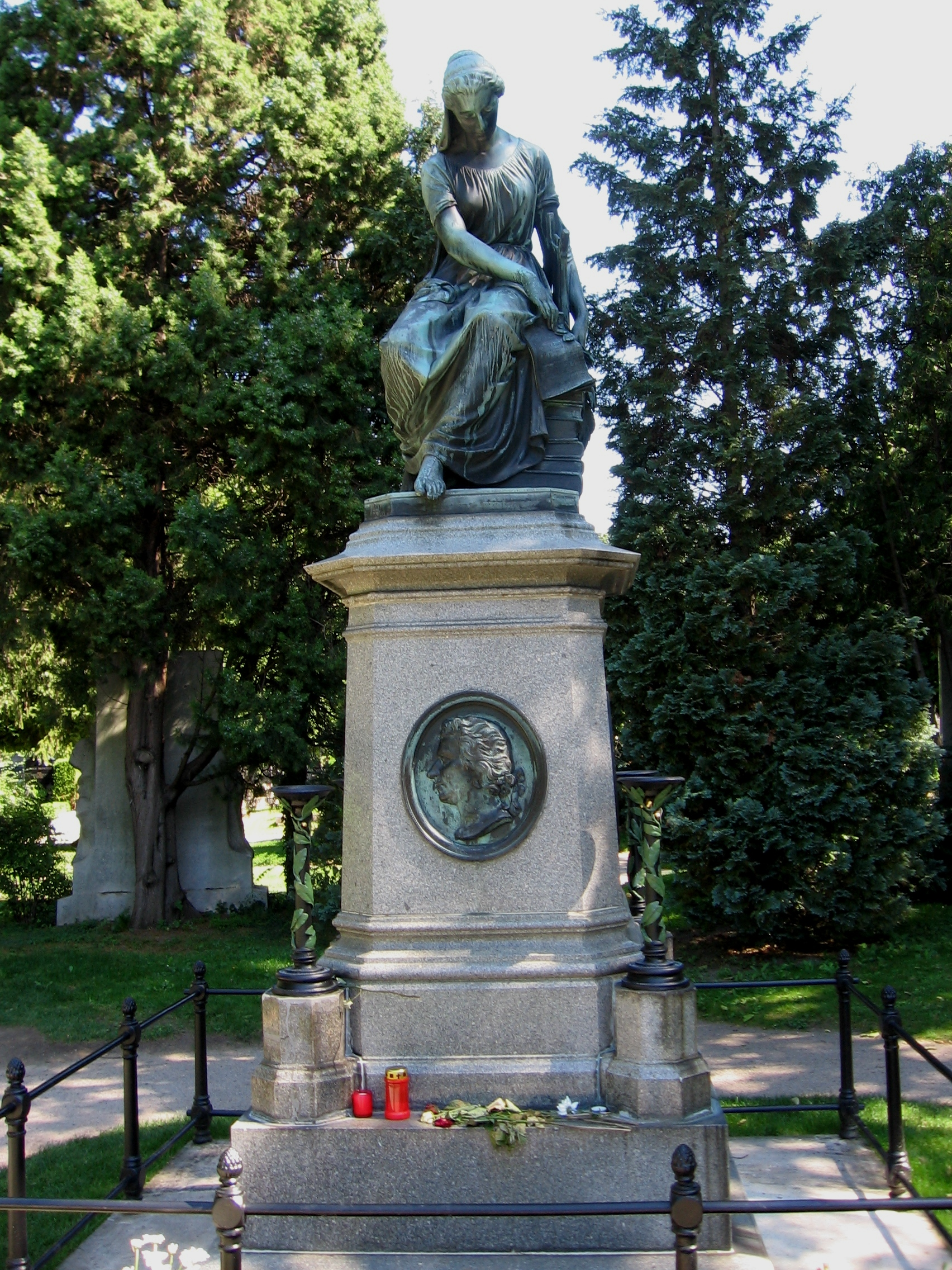
Cenotafio di Mozart